# Lee Icyda
Lee Aiko Icyda es una deportista estadounidense-alemana que compitió en vela en la clase Yngling.
Ganó una medalla de bronce en el Campeonato Mundial de Yngling de 2002 y una medalla de bronce en el Campeonato Europeo de Yngling de 2006.

## Palmarés internacional
| \| Representando a Estados Unidos \| \| \| \| \| Campeonato Mundial \| \| \| \| \| Año \| Lugar \| Medalla \| Clase \| \| 2002 \| Brunnen (Suiza) \| Medalla de bronce \| Yngling \| \| Representando a Alemania \| \| \| \| \| Campeonato Europeo \| \| \| \| \| Año \| Lugar \| Medalla \| Clase \| \| 2006 \| Medemblik (Países Bajos) \| Medalla de bronce \| Yngling \| |                          |                   |         |
| Representando a Estados Unidos |                          |                   |         |
| Campeonato Mundial |                          |                   |         |
| Año | Lugar                    | Medalla           | Clase   |
| 2002 | Brunnen (Suiza)          | Medalla de bronce | Yngling |
| Representando a Alemania |                          |                   |         |
| Campeonato Europeo |                          |                   |         |
| Año | Lugar                    | Medalla           | Clase   |
| 2006 | Medemblik (Países Bajos) | Medalla de bronce | Yngling |